# Sankt Chrysogonus kyrka, Zadar
Sankt Chrysogonus kyrka (kroatiska: Crkva svetog Krševana) är en romersk-katolsk kyrka i Zadar i Kroatien. Den uppfördes ursprungligen 1175 som en klosterkyrka till benediktinernas tidigare munkkloster i staden. I de allierades bombning av Zadar under andra världskriget 1943-1944 förstördes klostret som aldrig återuppbyggdes. Kyrkan är tillägnad och uppkallad efter stadens skyddshelgon sankt Chrysogonus.

## Historik och arkitektur
Sankt Chrysogonus kyrka uppfördes 1175 på plasten för en äldre kyrka. Den är uppförd som en treskeppig basilika i romansk stil. I dess ände finns tre rikligt dekorerade halvcirkulära absider. Den mittersta absiden har blindarkader. Uppförandet av ett klocktorn påbörjades 1485 och avslutades 1546 och var då i nuvarande höjd. Den ursprungliga tilltänkta höjden var högre men projektet fullföljdes aldrig.
Invändigt är mittskeppet avgränsat med antika kolonner och pilastrar. Freskomålningarna är i romansk-bysantinsk stil. Huvudaltaret i barockstil är från 1717 och tillkom sedan Zadar-borna uppfyllt det löfte de givit i samband med pesten 1632. De fyra vita marmorstatyerna i kyrkan symboliserar Zadars skyddshelgon och beskyddare: Anastasia, Chrysogonus, Simeon och Zoilo. De är ett verk av den venetianske skulptören Alvise Tagliapietra.

### Fotnoter
1. 1 2 3 4 5 6 7  Zadars ärkestift (kroatiska)
2. 1 2 3  Zadarportal.com (engelska)
3. ↑  Catholic.org (engelska)
4. ↑  Zadars turistförening (engelska)